# Netelia fulvator
Netelia fulvator là một loài tò vò trong họ Ichneumonidae.